# Mini Pato
Mini Patō (ミニパト?) è una serie spin off di tre cortometraggi ispirati alla saga di Patlabor, realizzata nel 2002.
Contemporaneamente a WXIII - Patlabor The Movie 3 venne realizzata Mini Pato, una breve aniparo di Patlabor e altre serie robotiche in stile super deformed. Questi tre cortometraggi furono creati appositamente per precedere la proiezione di Wasted XIII nei cinema giapponesi.

I tre episodi, di circa tredici minuti ciascuno, sono stati realizzati utilizzando una combinazione di bambole di carta e computer grafica, con una sequenza in claymation nel primo episodio.

## Trama
Il primo corto è una breve introduzione sulle armi in dotazione del labor Ingram, e sul come e perché del suo aspetto. Il secondo corto illustra il design e la manutenzione dell'Ingram 98 AV e critica il marketing che c'è dietro. Il terzo, infine, è l'unico che aggiunge qualcosa alla trama, rivelando altri dettagli sulla creazione della Seconda Sezione Veicoli speciali.

## Titoli degli episodi
1. Cry of the Revolver Cannon!
2. Ah, the Glory of the '98 AV!
3. The Secret of the Special Vehicle 2